# 三让遗风宅
三让遗风宅又名金字门，位于中国江西省抚州市宜黄县棠阴镇民主村陂头上。
三让遗风古宅建于明末清初，建筑面积1400平方米。属赣派建筑风格。门楣上挂隶书“三让遗风”四字牌匾，纪念吴氏先人吴伯泰三次让官的礼让品格。门楣下有鱼化龙、太阳花等精美石雕。金字门门檐雕花横梁上刻“山辉川颂"四字。1930年代，林彪部曾在此古宅驻扎，院内仍保留红军标语。

## 保护
2018年3月9日，三让遗风宅公布为第六批江西省文物保护单位，编号6-5-224。